# Jakub Głowiński
Jakub Głowiński v. Głowieński herbu Roch II, był właścicielem Głowna na początku XV w. W 1420 r. ufundował pierwszy kościół w tej miejscowości. 
W 1427 r. był podczaszym sochaczewskim i dzięki jego staraniom książę Siemowit mazowiecki nadał osadzie Głowno prawo miejskie chełmińskie. W 1435 r. Jakub Głowieński, ówczesny chorąży rawski,  złożył swój podpis, jako jeden z możnowładców  księcia rawskiego Siemowita V, na dokumencie zawarcia pokoju w Brześciu Kujawskim, pomiędzy Królestwem Polskim a zakonem krzyżackim.